# 32.º governo republicano (Portugal)
O 32.º governo da Primeira República Portuguesa nomeado a 19 de outubro de 1921 e exonerado a 5 de novembro do mesmo ano, foi liderado por Manuel Maria Coelho.
A sua constituição era a seguinte:
| Cargo                               | Detentor | Detentor                                                   | Período                                       |
| ----------------------------------- | -------- | ---------------------------------------------------------- | --------------------------------------------- |
| Presidente do Ministério            |          | Manuel Maria Coelho (1857–1943)                            | 19 de outubro de 1921 a 5 de novembro de 1921 |
| Ministro do Interior                |          | Manuel Maria Coelho (1857–1943)                            | 19 de outubro de 1921 a 5 de novembro de 1921 |
| Ministro da Justiça e dos Cultos    |          | Vasco Guedes de Vasconcelos (não empossado) (1880–1960)    | 19 de outubro de 1921 a 22 de outubro de 1921 |
| Ministro da Justiça e dos Cultos    |          | António Arez (1868–1942)                                   | 22 de outubro de 1921 a 5 de novembro de 1921 |
| Ministro das Finanças               |          | Francisco António Correia (1877–1938)                      | 19 de outubro de 1921 a 5 de novembro de 1921 |
| Ministro da Guerra                  |          | José Cortês dos Santos (1885–1963)                         | 19 de outubro de 1921 a 5 de novembro de 1921 |
| Ministro da Marinha                 |          | Vítor Macedo Pinto (não empossado) (1869–1956)             | 19 de outubro de 1921 a 21 de outubro de 1921 |
| Ministro da Marinha                 |          | Francisco Luís Ramos (1868–1931)                           | 21 de outubro de 1921 a 5 de novembro de 1921 |
| Ministro dos Negócios Estrangeiros  |          | Alberto da Veiga Simões (1888–1954)                        | 19 de outubro de 1921 a 5 de novembro de 1921 |
| Ministro do Comércio e Comunicações |          | António Pires de Carvalho (1864–1947)                      | 19 de outubro de 1921 a 5 de novembro de 1921 |
| Ministro das Colónias               |          | Carlos Maia Pinto (não empossado) (1866–1932)              | 19 de outubro de 1921 a 21 de outubro de 1921 |
| Ministro das Colónias               |          | José Eduardo de Carvalho Crato (não empossado) (1877–1947) | 21 de outubro de 1921 a 21 de outubro de 1921 |
| Ministro das Colónias               |          | Manuel Maria Coelho (interino) (1857–1943)                 | 21 de outubro de 1921 a 22 de outubro de 1921 |
| Ministro das Colónias               |          | Carlos Maia Pinto (1866–1932)                              | 22 de outubro de 1921 a 5 de novembro de 1921 |
| Ministro da Instrução Pública       |          | António Alberto Torres Garcia (não empossado) (1889–1937)  | 19 de outubro de 1921 a 22 de outubro de 1921 |
| Ministro da Instrução Pública       |          | Manuel Lacerda de Almeida (1890–1955)                      | 22 de outubro de 1921 a 5 de novembro de 1921 |
| Ministro do Trabalho                |          | António Pires de Carvalho (interino) (1864–1947)           | 19 de outubro de 1921 a 25 de outubro de 1921 |
| Ministro do Trabalho                |          | Alfredo Sousa (1877–n/d)                                   | 25 de outubro de 1921 a 2 de novembro de 1921 |
| Ministro do Trabalho                |          | Manuel Maria Coelho (interino) (1857–1943)                 | 2 de novembro de 1921 a 5 de novembro de 1921 |
| Ministro da Agricultura             |          | Antão de Carvalho (1871–1948)                              | 19 de outubro de 1921 a 5 de novembro de 1921 |